# Carmen de Hastingae Proelio
Pour les articles homonymes, voir Carmen.

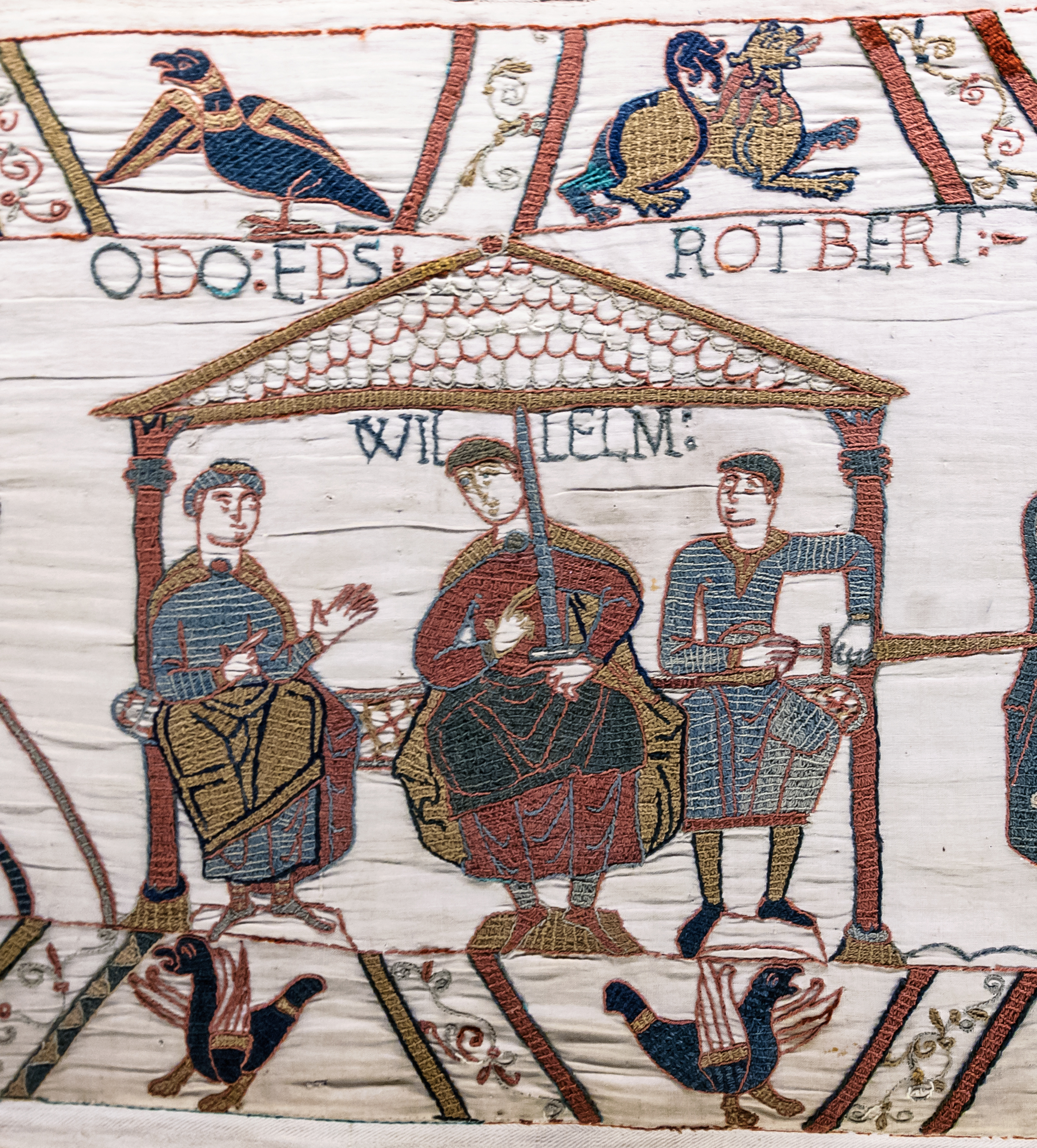
Tapisserie de Bayeux - Scène 44 - Le duc Guillaume et ses deux demi-frères : à sa droite, l'évêque Odon de Bayeux et à sa gauche, le comte Robert de Mortain. Légende en latin : ODO EP[ISCOPU]S WILLELM ROTBERT (L'évêque Odon, Guillaume, Robert).

Le Carmen de Hastingae Proelio (Chanson de la bataille d'Hastings) est le nom donné à un poème en latin racontant la conquête normande de l'Angleterre, et dont l'identification comme étant le poème perdu écrit par Gui de Ponthieu, évêque d'Amiens, fait débat. Il a été découvert en 1826 par Georg Heinrich Pertz dans une copie d'une anthologie, dont la datation fait elle aussi débat, aujourd'hui conservée à la Bibliothèque royale de Belgique,.

## Description
Le poème commence par une dédicace à L... de la part de W..., que, entre autres, le professeur Frank Barlow a identifié comme étant Lanfranc (Lanfrancum) et Guy (Wido). C'est aussi un point qui fait débat mais qui permettrait de situer la date de la rédaction initiale du texte vers 1070, si le texte est bien de Guy d'Amiens.
La narration de l'aventure normande commence par la description de la flotte du duc de Normandie ancrée à Saint-Valery-sur-Somme et attendant le vent favorable (septembre 1066). La description de la bataille d'Hastings occupe un tiers de l'œuvre environ. Il décrit plusieurs scènes qui ne sont rapportées dans aucune des sources contemporaines, comme la provocation du jongleur Taillefer devant les Anglais, les quatre meurtriers d'Harold, le rôle de négociateur d'Ansgard dans le siège de Londres, et la présence d'Apuliens, de Calabrais et de Siciliens à la bataille. Il se termine avec le couronnement de Guillaume à Westminster (décembre 1066).
Pour R. H. C. Davis, la forme et le ton du poème, exagérément éloquent, ainsi que les références classiques, suggèrent un exercice littéraire. Ce n'est toutefois pas l'avis de Elisabeth van Houts, qui considère ce poème comme celui de Guy d'Amiens.
Il est composé de 835 lignes de pentamètres et d'hexamètres, et il manque la fin. Il a été publié pour la première fois par Henry Petrie en Angleterre, et par Francisque Michel en France dans les années 1840. En 2004, le texte intégral du poème est traduit en français par Christian Jego et publié.

## Controverse sur l'origine de l'œuvre
Dans un premier temps, ce poème a été identifié comme étant celui de Guy, évêque d'Amiens de 1058 à 1075. L'existence de ce poème est mentionnée par le chroniqueur Orderic Vital dans son Historia ecclesiastica  :

« Guy, évêque d'Amiens, composa un poème métrique, dans lequel, à l'imitation de Virgile et de Stace, qui chantèrent les exploits des héros, il fit la description de la bataille de Senlac, blâmant et condamnant Harold, mais louant beaucoup et glorifiant Guillaume. »

« [Mathilde de Flandre] passa la mer avec un grand concours d'hommes et de femmes nobles [pour se faire couronner reine d'Angleterre en 1068]. Parmi les clercs qui remplissaient auprès d'elle les fonctions du culte divin, on remarquait le célèbre Guy, évêque d'Amiens, qui déjà avait mis en vers le récit de la bataille d'Harold contre Guillaume. »

En 1944, G. H. White argumente que ce poème n'est pas une source originale, mais probablement un travail réalisé à partir de sources du XIIe siècle. Cette vision est un temps acceptée, mais Sten Körner puis Frank Barlow la rejettent, à la fin des années 1960, et concluent que l'œuvre est la source la plus ancienne existante sur le sujet, plus complète que le Gesta Normannorum Ducum de Guillaume de Jumièges, plus honnête et plus fiable que le Gesta Guillelmi de Guillaume de Poitiers, et qu'elle est plus explicite que la Tapisserie de Bayeux.
En 1978, R. H. C. Davis rappelle qu'Orderic Vital avait mentionné son utilisation du poème de Guy d'Amiens et du Gesta Guillelmi de Guillaume de Poitiers comme sources pour son œuvre. Pourtant, Vital n'utilise rien du Carmen de Hastingae Proelio qui ne soit déjà présent dans l'œuvre de Guillaume de Poitiers. Davis argumente qu'il est étrange que Vital ne reprenne pas les scènes inédites contenues dans le Carmen, et qu'il les aurait rapportés sans aucun doute s'il en avait eu la connaissance. Davis fait aussi remarquer que certaines de ces scènes inédites font leur apparition, dans des narrations alternatives, dans les œuvres de Guillaume de Malmesbury et Henri de Huntingdon (XIIe siècle), suggérant qu'elles sont d'origines légendaires.
Davis remet aussi en cause la datation, par les paléographes, de la copie du manuscrit aux environs de 1100. Pour Davis, « il y a de nombreuses raisons de penser que le manuscrit date d'après 1100, [...] et aucune raison paléographique pour penser que le Carmen ne pourrait pas être un roman de chevalerie du XIIe siècle ».
Davis, s'appuyant encore sur d'autres incohérences, conclut que ce poème est un exercice littéraire écrit dans une école du nord de la France ou du sud de la Flandre, entre 1125 et 1140, et qu'il n'a par conséquent rien à voir avec le poème de Guy d'Amiens.
Elisabeth van Houts rejette l'argumentaire de Davis et, par une analyse de la poésie latine de la période 1066-1135, arrive à la conclusion que le Carmen est bien le poème perdu de Guy d'Amiens. Van Houts montre que les documents administratifs qui nous sont parvenus attestent de la présence continue de Guy d'Amiens à la cour de Philippe Ier de France, durant la conquête normande, jusqu'à ce qu'il se rende en Angleterre avec la duchesse Mathilde de Flandre (printemps 1068). Les informations qu'il retranscrit dans son poème lui ont donc été principalement transmises par des Français, ce qui explique les incohérences et autres éléments légendaires pointés par Davis. Elle écrit : « Bien que ce soit un texte écrit peu après les événements, ce n'est pas nécessairement une source fiable ».

### Sources
- R. H. C. Davis, « The Carmen de Hastingae Proelio », dans The English Historical Review, vol. 93, n° 367 (1978), p. 241-261.
- Elisabeth van Houts, « Latin poetry and the Anglo-Norman court 1066-1135: The Carmen de Hastingae Proelio », Journal of Medieval History, vol. 15 (1989), p. 39-62.
- Thomas O'Donnell, «The Carmen de Hastingae Proelio and the Poetics of 1067», Anglo-Norman Studies 39 (2017), p.151-165.